# Bam (Írán)
Bam je historické město v Íránu, jehož počátky sahají až do dob Achaimenovců. Rozkvět zažilo mezi 7. a 11. stoletím, kdy bylo důležitou křižovatkou v obchodu s hedvábím a textiliemi. V prosinci roku 2003 byla lokalita poškozena silným zemětřesením.  V roce 2004 byl Bam zařazen na seznam světového dědictví UNESCO, a to hned i na seznam světového dědictví v ohrožení.